# Es Verger
Es Verger és una possessió del terme d'Alaró situada al Puig del Castell d'Alaró. Joan Arnau Sampol, de la mateixa família que els Sampol de Son Curt, mà major d'Alaró, comprà aquesta possessió a començament del segle xvii. La mantingueren els seus descendents, els Sampol del Verger, fins a principi del segle xx. La possessió fou ampliada al segle xix amb la compra de terrenys que vengué l'Església arran de la desamortització. Passà per compra a la família Rosselló, que pocs anys després la vengué a la família Ordines, actual propietària.